# Bardas Skleros
Bardas Skleros (Βάρδας Σκληρός; ur. ok. 920, zm. 991) – wódz i uzurpator bizantyński w latach 976-979 i 987-989.

## Życiorys
Pochodził z małoazjatyckiego rodu pochodzenia armeńskiego. Jego siostra Maria Skleraina, była żoną późniejszego cesarza Jana I Tzimiskesa. W latach 969-970 i 971 prowadził pomyślne walki w Bułgarii przeciwko księciu ruskiemu Światosławowi. W 970 doprowadził do klęski uzurpatora Bardasa Fokasa. Przesunięty na niższe stanowisko w 976 podniósł bunt poparty przez wojska armeńskie. w 978 pobił dwukrotnie wojska cesarskie. w 979 poniósł klęskę i zbiegł na tereny arabskie. W 987 powrócił na teren cesarstwa i ponownie podjął walkę o władzę. Zawarł sojusz z innym uzurpatorem Bardasem Fokasem. Został przez niego pojmany i uwięziony. W 989 odzyskał wolność i przystąpił do ponownej walki przeciwko Bazylemu II. Dzięki zawartemu porozumieniu zrezygnował z aspiracji cesarskich i zadowolił się tytułem kuroplatesa i nadanymi dobrami. 